# Zsankó Petra
Zsankó Petra (Szombathely, 2001. február 18. –) magyar országútikerékpár-versenyző, a 2025-ös szezonban a CERATIZIT Pro Cycling Team kerékpárosa.

## Pályafutása
A vasszécsenyi sportoló korábban gyors- és görkorcsolyázó volt, erről váltott a kerékpározásra. Egy időben rendszeresen kerékpárral tette meg az edzésekre és haza vezető 20 km-es utat, míg a Covid19-pandémia alatt a jégen való edzés ellehetetlenült, így a kerékpár maradt az egyetlen elérhető sportolási lehetőség számára. A győri Széchenyi István Egyetem en környezetmérnöki alapképzést végzett, az egyetem műszaki menedzser mesterszakos hallgatója.
Élete első versenyén, 2021-ben hegyi bajnok lett, amit a következő évben is megvédett. Néhány hónapig egy zirci csapatban tekert, majd a 2022-es szezonra leigazolta az osztrák liga legerősebb csapata, a Team Cookina ASKÖ ARBÖ Graz, mellyel a 8 állomásos Radliga 2. helyén végzett. 2022-ben 3., 2023-ban Vas Kata Blanka mögött 2. helyet szerzett az országúti OB-n, időfutamban pedig U23-as bajnoki címet nyert. A glasgow-i világbajnokságon az U23-asok között 5. lett.

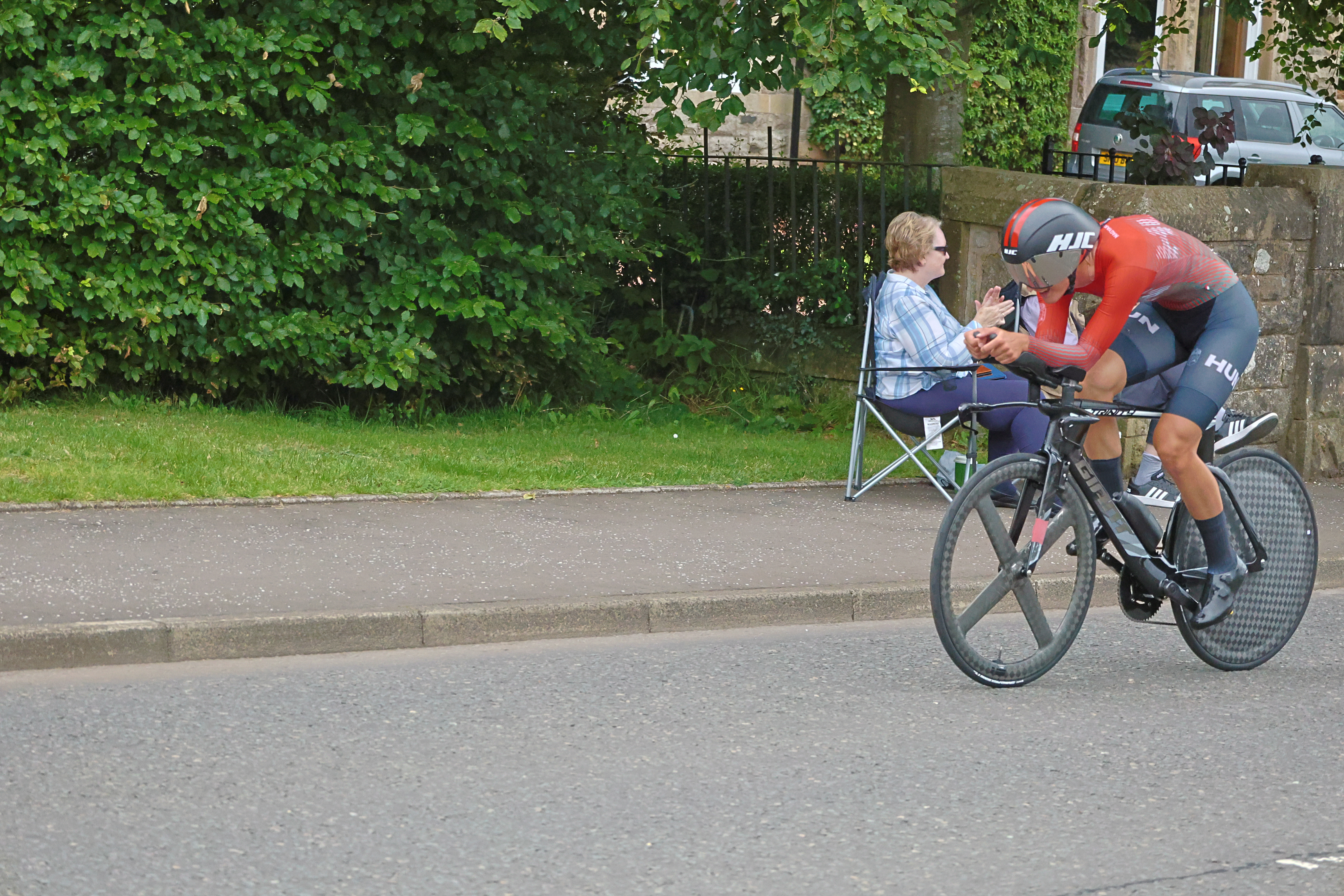
A 2023-as világbajnokság időfutam-versenyén

Mindössze két, a sportágban töltött év után profi szerződést ajánlottak neki: 2023-ban a Massi-Tactic Women Team spanyol kontinentális csapatban szerepelt, és bár edzője az őt felfedező Kispál Csaba maradt, de az ottani lelki nyomás miatt így is majdnem abbahagyta a kerékpározást.
2024-ben az osztrák RC ARBÖ-ASKÖ Rapso Knittelfeld klubcsapat versenyzője volt; ebben az évben Bocskaikerten időfutam országos bajnoki címet szerzett, míg a mezőnyversenyben másodszor is ezüstérmet szerzett Vas mögött. A costa ricai egyetemi világbajnokságon két aranyérmet szerzett (kritérium és időfutam).
A 2025-ös szezonra a CERATIZIT Pro Cycling Team csapatához szerződött, ezzel Vas Kata Blanka után a második magyar női kerékpáros lett, aki World Tour-csapatban teker. A szezon elején az egyik legnehezebb mallorcai egynaposon, a Trofeo Binissalem-Andratxon a 7. helyen végzett.